# Hypselometopum morosa
Hypselometopum morosa är en insektsart som först beskrevs av John Obadiah Westwood 1851.  Hypselometopum morosa ingår i släktet Hypselometopum och familjen lyktstritar. Inga underarter finns listade i Catalogue of Life.